# Jan Rudnicki (aktor)
Jan Rudnicki (ur. 27 kwietnia 1905 we Włocławku, zm. 7 października 1984 w Łodzi) – polski aktor teatralny i filmowy.
Ukończył Kurs Wokalno-Dramatyczny H.J.Hryniewieckiej, debiutował na scenie teatru w Katowicach, występował w Teatrze Miejskim w Toruniu, Lublinie oraz na deskach teatrów w Warszawie, Poznaniu, Łodzi, Kaliszu i Grodnie. Po wybuchu II wojny światowej przeniósł się do Warszawy, gdzie działał w konspiracji, walczył w powstaniu warszawskim. W sezonie 1948/1949 rozpoczął występy w Teatrze Polskim w Poznaniu, od następnego sezonu do 1955 związany był Teatrem Dramatycznym w tym mieście, po czym przeniósł się do Łodzi. Od 1955 grał w Teatrze Nowym, w 1960 na trzy sezony przeniósł się do łódzkiego Teatru Powszechnego, a następnie na jeden sezon do Teatru 7:15. W 1963 powrócił do Teatru Nowego, gdzie grał do przejścia na emeryturę w 1981.

## Filmografia
- 1963: Ostatni kurs − mężczyzna w lokalu "Orion"
- 1964: Panienka z okienka
- 1965: Powrót doktora von Kniprode − ojciec Helgi (odc. 1)
- 1966: Bokser
- 1967: Stawka większa niż życie − Helmut Kloss, stryj Hansa (odc. 1)
- 1968: Ortalionowy dziadek − partner brydżowy Aleksandra
- 1970: Doktor Ewa − ojciec Ewy (odc. 1)